# Ettore Chimeri
Ettore Muro Chimeri (ur. 4 czerwca 1921 roku w  Lodi we Włoszech, zm. 27 lutego 1960 w Playa na Kubie) – wenezuelski kierowca wyścigowy. Chimeri wystartował w jednym wyścigu, Grand Prix Argentyny w 1960 roku. Wenezuelczyk zajął 14. miejsce w kwalifikacjach, lecz nie ukończył wyścigu z powodu problemów z autem

## Starty w Formule 1
| Legenda oznaczeń w tabelach wyników Wyświetl szablon na nowej stronie | Legenda oznaczeń w tabelach wyników Wyświetl szablon na nowej stronie                                                                     |
| Oznaczenie                                                            | Wyjaśnienie |
| --------------------------------------------------------------------- | --- |
| Złoty                                                                 | Zwycięzca lub mistrzostwo |
| Srebrny                                                               | 2. miejsce lub wicemistrzostwo |
| Brązowy                                                               | 3. miejsce lub II wicemistrzostwo |
| Zielony                                                               | Ukończył, punktował (w klasyfikacji generalnej, gdy zdobył co najmniej jeden punkt na przestrzeni sezonu, poza trzema powyższymi opcjami) |
| Niebieski                                                             | Ukończył, nie punktował (w klasyfikacji generalnej, gdy nie zdobył co najmniej jednego punktu na przestrzeni sezonu)                      |
| Czerwony                                                              | Nie zakwalifikował się (NZ) |
| Czerwony                                                              | Nie prekwalifikował się (NPK) |
| Różowy                                                                | Nie ukończył (NU) |
| Różowy                                                                | Niesklasyfikowany (NS) (w klasyfikacji generalnej, gdy nie został sklasyfikowany w żadnym wyścigu sezonu)                                 |
| Czarny                                                                | Zdyskwalifikowany (DK) |
| Czarny                                                                | Wykluczony (WYK/EX) |
| Biały                                                                 | Nie wystartował (NW) |
| Biały                                                                 | Kontuzjowany (K/INJ) |
| Biały                                                                 | Wyścig odwołany (OD/C) |
| Bez koloru                                                            | Został wycofany (WYC/WD) |
| Bez koloru                                                            | Nie przybył (NP/DNA) |
| Bez koloru                                                            | Nie brał udziału w treningach (NT/DNP) |
| Bez koloru                                                            | Nie został zgłoszony (–) |
| Pogrubienie                                                           | Start z pole position |
| Kursywa                                                               | Najszybsze okrążenie wyścigu |
| †                                                                     | Nie ukończył, ale jego rezultat został zaliczony ze względu na przejechanie więcej niż 90% dystansu wyścigu.                              |
| *                                                                     | Sezon w trakcie |
| 1/2/3                                                                 | Punktowana pozycja w sprincie kwalifikacyjnym                                                                                             |
| Lista systemów punktacji Formuły 1                                    | |

| Rok  | Zespół         | Bolid         | Silnik      | 1      | 2     | 3     | 4     | 5     | 6     | 7     | 8     | 9      | 10    | Pozycja | Punkty |
| ---- | -------------- | ------------- | ----------- | ------ | ----- | ----- | ----- | ----- | ----- | ----- | ----- | ------ | ----- | ------- | ------ |
| 1959 | Ettore Chimeri | Maserati 250F | Maserati R6 | MON -  | 500 - | HOL - | FRA - | GBR - | DEU - | PRT - | ITA - | USA NW |       | NS      | 0      |
| 1960 | Ettore Chimeri | Maserati 250F | Maserati R6 | ARG NU | MON - | 500 - | HOL - | BEL - | FRA - | GBR - | PRT - | ITA -  | USA - | NS      | 0      |